# آیدا بورتنیک
آیدا بورتنیک (اسپانیایی: Aída Bortnik‎؛ ‏ زاده ۷ ژانویهٔ ۱۹۳۸ – درگذشته ۲۷ آوریل ۲۰۱۳) فیلم‌نامه‌نویس، نویسنده، روزنامه‌نگار و نمایشنامه‌نویس اهل آرژانتین بود.
از فیلم‌های که وی در آنها نقش داشته‌است، می‌توان به گزارش رسمی و گرینگوی پیر اشاره کرد.